# Ars Praedicandi Populo
O Ars praedicandi populo (Manual de predicação ao pobo) é uma obra literária escrita por Francesc Eiximenis em latim antes de 1379. Pertence ao gênero dos manuais de predicação, que foi um gênero muito desenvolvido na Idade Média entre os escolásticos. 
Esta obra foi encontrada num manuscrito em Cracóvia pelo frade capuchino Martí de Barcelona, que o transcribiu e o editou em 1936. 

## Estrutura
A obra estrutura o discurso do predicador duma maneira simples:
- Introductio (introdução) : Uma introdução geral ao tema basada num fragmento das Escrituras.
- Introductio thematis (introdução ao tema): Uma introdução direita ao tema.
- Divisio thematis (divisão do tema): Divisão do tema, seguindo diretrizes lógicas e mnemotécnicas.

## Difusão
Segundo indicou o erudito Manuel Sanchis Guarner, o esquema de divisão dos sermões desta obra foi umo dos que utilizou nas suas predicações
o gran predicador coetáneo valenciano são Vicente Ferrer.

## OArs Praedicandi Populodentro das obras completason line
- Obras completas de Francesc Eiximenis (em catalão e em latim).